# Szent András-templom (Ásványráró)
Az ásványrárói Szent András-plébániatemplom a Győr-Moson-Sopron vármegyei Ásványráró Ásvány községrészén található műemlék.

## Leírása
Négyszögletes tornyos, két oldalhajós[forrás?], 136 négyzetméter alapterületű templom. Az 1904-es bővítés eredményeként eklektikus stílusú. A 14. században épült templom kiemelkedő értéke a vörösmárványból készült keresztelőmedencéje 1430-ból. Napjainkban is Szent András apostol nevét viseli a templom, mint a középkori felszentelése után.

## Története
A Magyar katolikus lexikon szerint 1332 előtt építették, mivel 1332-ben már állt, és fel volt szentelve Szent András apostol tiszteletére. Más források, melyek a pápai tizedjegyzékre hivatkoznak, azonban nem említik. Mivel a pápai tizedjegyzékek hiányosak, így valóban lehetséges hogy 1332 előtt épült. A templomot említik 1342, 1380, 1398 években is. A templomot feltehetőleg a Hédervári család építtette. Mivel Szent András apostol a halászok védőszentje, és Ásvány lakosságának nagy része halász volt, feltehetőleg ezért nevezték el a templomot erről a szentről. 1485-ben említik Ábrahám nevű plébánosát.
1532-ben a Bakics család a templom lerombolásával fenyegeti meg az ásványi jobbágyaikat, ha nem térnek át az evangélikus hitre, így a templom az evangélikus egyház kezére került. Az 1603-ban ellopott harangját 34 aranyforintért szerezték vissza az ásványiak. 1628-ban újjáalakult az ásványi katolikus egyházközség. Az 1629. évi Pázmány-féle összeírás, amely a török kor előtti állapotot rögzíti, említi Ásvány plébániáját az Esztergomi főegyházmegye Komáromi főesperességében.

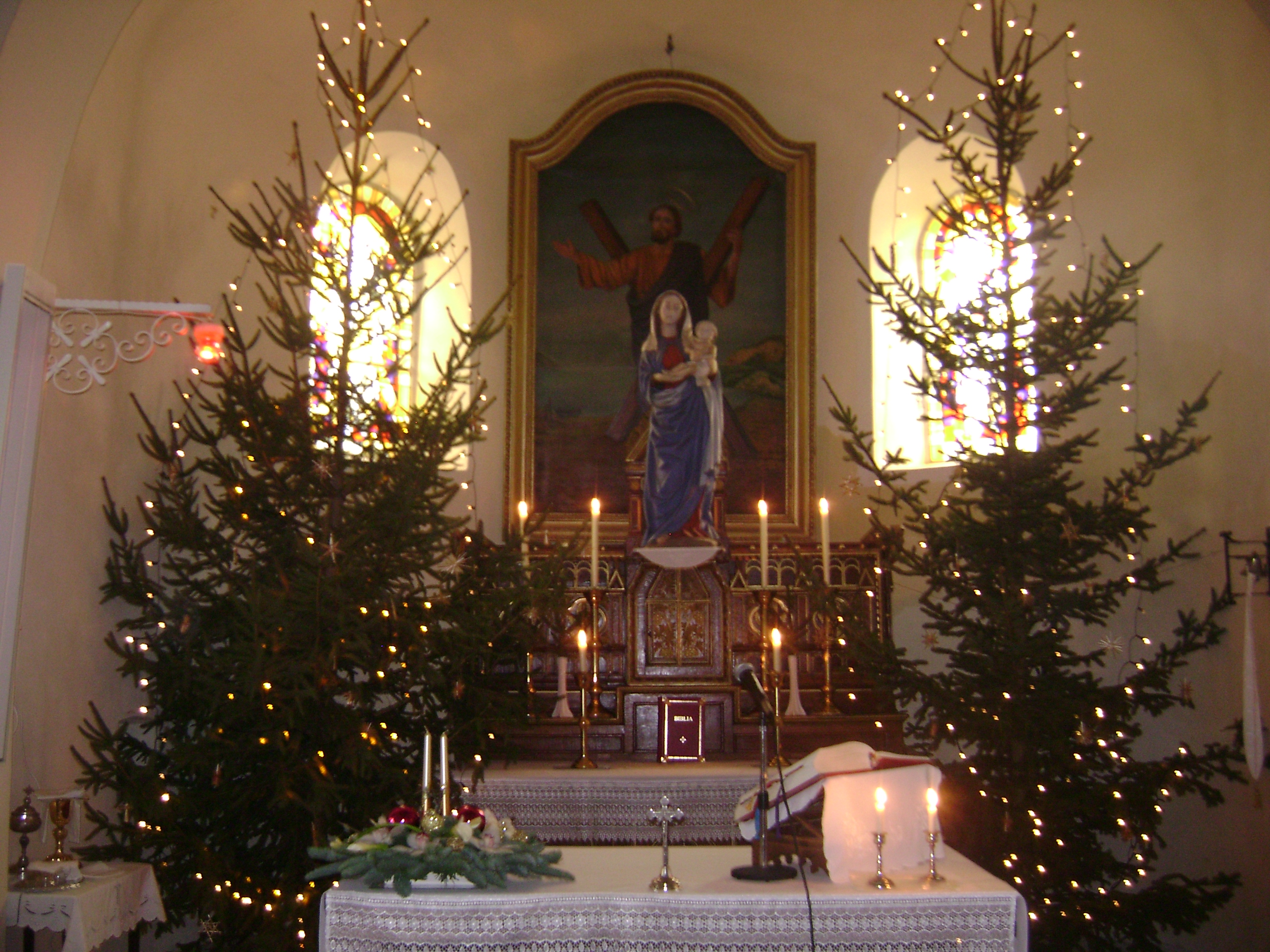
A templom főoltára 2012 karácsonyán.

Az 1630-as évek elején Héderváry István áttért a katolikus hitre, birtokai templomait 1634 nyarán átadta a katolikus egyháznak. Jobbágyai levelére reagálva az egyik rárói földesúr, Czobor Imre levélben kért segítséget és jogorvoslatot az ásványi templom evangélikus egyháztól való elvétele ügyében gróf Esterházy Miklós nádortól, sikertelenül. 1658-ban romjaiból építették újjá a templomot. Héderváry János címzetes scopi püspök, győri kanonok szentelte fel a templomot. Az 1679-1680 évekbeli árvizekben megrongálódott a templom, és vele együtt a lipóti, illetve a kenderesmedvei (már nem létező falu) templomok javára báró Viczay Jánosné Héderváry Katalin 75 aranyforintot hagyott 1681. évi végrendeletében.
A kereszteltek anyakönyveit 1681 februárjától vezetik a plébánián. Az 1700. évi árvízben megrongálódott templomot felújítása után 1703. június 3-án, Szentháromság vasárnapján szentelte fel Csíkszentgyörgyi Illyés András erdélyi püspök, esztergomi érseki vikárius. Ez időtől fogva a templom búcsúnapja Szentháromság vasárnapja. Ekkor az ásványi plébánia filiái Ráró és Dunaszentpál. 1719-ben leégett a templom és a plébánia, csak a sekrestye maradt épen a templomi felszerelésekkel.
Az 1754-ben a templomot már romosként írják le, a szentély nádtetős, a többi részén fazsindelyes. Három harangja van. A templomban három oltár van, középen Szent András apostol, jobb felől a Boldogságos Szűz, baloldalt Nepomuki Szent János tiszteletére. A kórus fából van jó orgonával. Vasárnaponként és ünnepekkor reggel 9 óra körül van a szentmise.
 
1780-ban említik újra a három oltárát, illetve azt, hogy a templom papja két hetenként köteles misézni Dunaszentpálon. A templom tornya 13 öl (24,70 méter) magas. Ekkor említik az Ásványon működő Szerafikus (Assisi) Szent Ferenc rendje kongregációt (egyesületet), más néven kordatársulatot vagy kötéltársulatot, népiesen a köteleseket. Fekete zászlójukkal vonulnak temetésre, ha tagjuk hal meg. ,Minden évben a győri ferences atyák közül nagyböjtben kijön az igazgatójuk, és a rend keletkezéséről, állapotáról, a megáldott kötelék hasznáról, búcsúkról beszél nekik. Szentmisét is tartanak ekkor a templomban a kötelesek szándékára. Az egyesület igazgatója ekkor Vámossy Pál, elnöke és pénztárosa Varga György, titkára Major János. 1788-ban II. József király rendelete feloszlatta a kordatársulatokat az országban.

1788-ban a nyolc ablakos templom már teljesen fazsindelyes. Ebben az évben  elszakadt Dunaszentpál filia Ásványtól, és Dunaszeggel együtt önálló plébániává vált. Ráró napjainkig Ásvány filiája. 1820-ban renoválták a templomot, a tornyon új tető épült, bővítették a szentélyt 3 és fél öl (6,65 méter) hosszúságban és új sekrestye épült. Az 1830-as árvízben több anyakönyv szétázott a plébánián. 1841-ben a templom harangjai 552 font (306,3 kg), 335 font (187,6 kg), és 85 font (58,1 kg) súlyúak voltak. 1844-ben említik a rózsafüzér társulatot. 1865-ben újból bővítették a templomot.
1904-ben a gróf Khuen-Héderváry család oldalhajókkal bővítette a templomot. Az első világháborúban elvitt harangok pótlására 1921-ben két harangot (a középsőt és a lélekharangot, mindkettőt a Szentháromság tiszteletére), 1923-ban a nagyharangot (Szent István király tiszteletére), készítettek a lakosság adományából Seltenhoffer Frigyes és fiai soproni harangöntő gyárában. 1929-ben a templom tetőszerkezetét és a palázást megújították, 1933-ban egy méterrel előretolták a kórus mellvédjét. 1934-ben Barakovits János építette mai orgonáját. 1945. április 1-én a szovjet csapatok aknával lőtték a falut, a templom tornya és tetőszerkezete kapott belövést. 1977-ben a templom külső felújítását a Műemléki Felügyelőség végezte, 60 000 forint értékben. 1993. május 31-én az Esztergomi főegyházmegyétől átkerült a Győri egyházmegyébe Ásványráró plébániája. Orgonáját a győri Jáky orgonaépítő műhely átalakította 1993-ban.

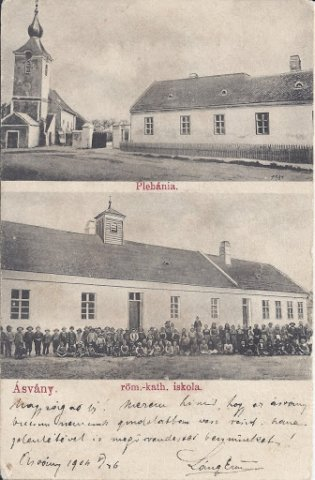
A templom az 1904 évi bővítés előtt.
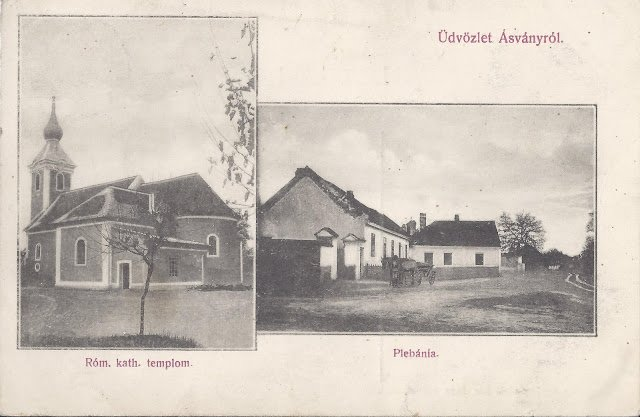
A templom az 1904 évi bővítés után.
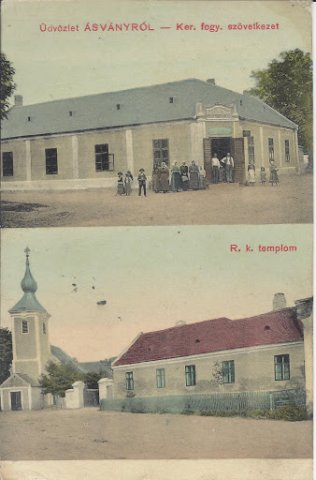
1925 évi képeslap.
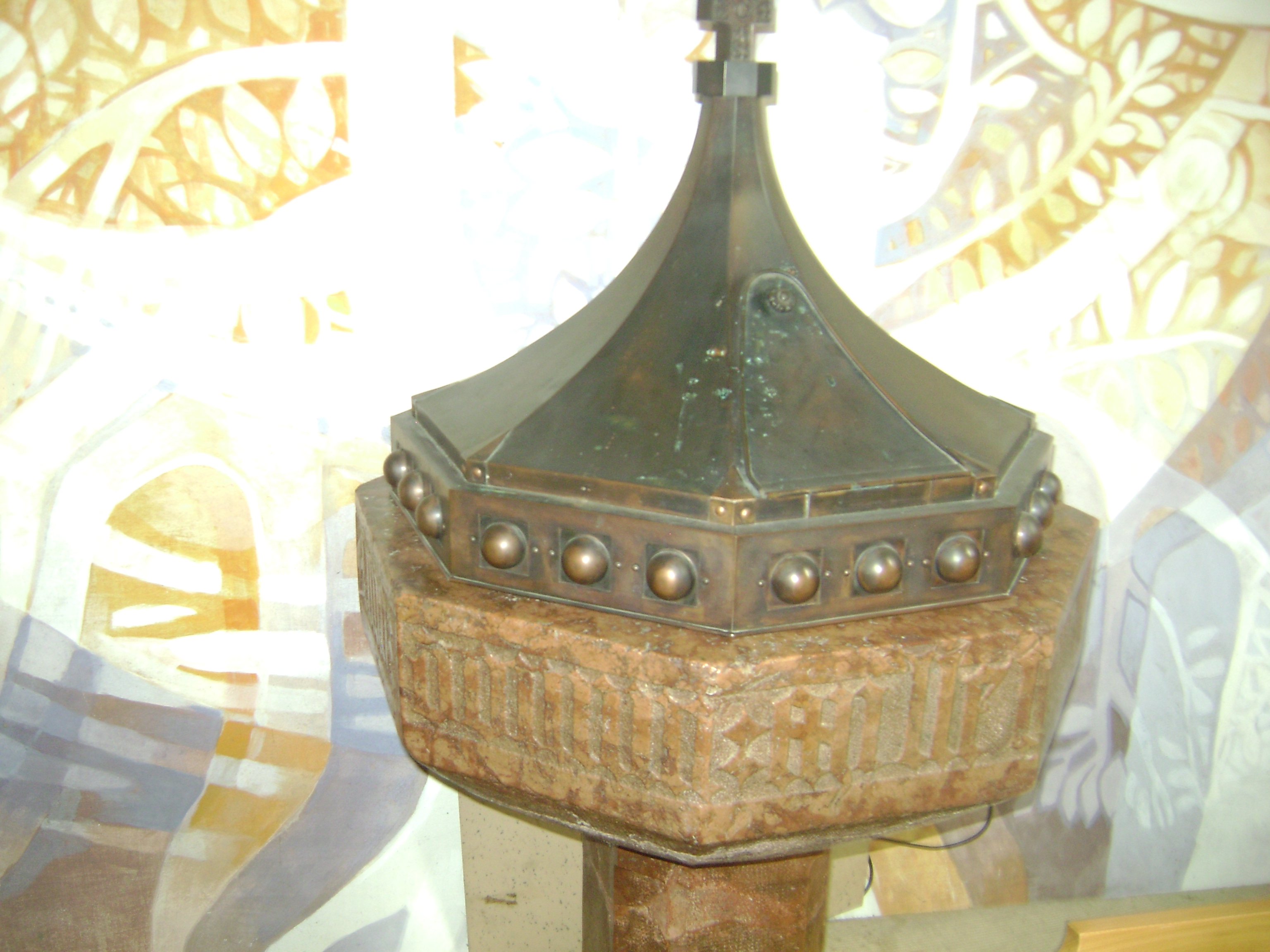
Keresztelőmedence 1430-ból.